# باكو فلورز
باكو فلورز (بالإسبانية: Paco Flores) (ولد في 26 نوفمبر 1952) هو لاعب كرة قدم إسباني متقاعد لعب كمهاجم.